# Eucriotettix wuliangshanensis
Eucriotettix wuliangshanensis är en insektsart som beskrevs av Zheng, Z. och X. Ou 2003. Eucriotettix wuliangshanensis ingår i släktet Eucriotettix och familjen torngräshoppor. Inga underarter finns listade i Catalogue of Life.